# اتین دولت

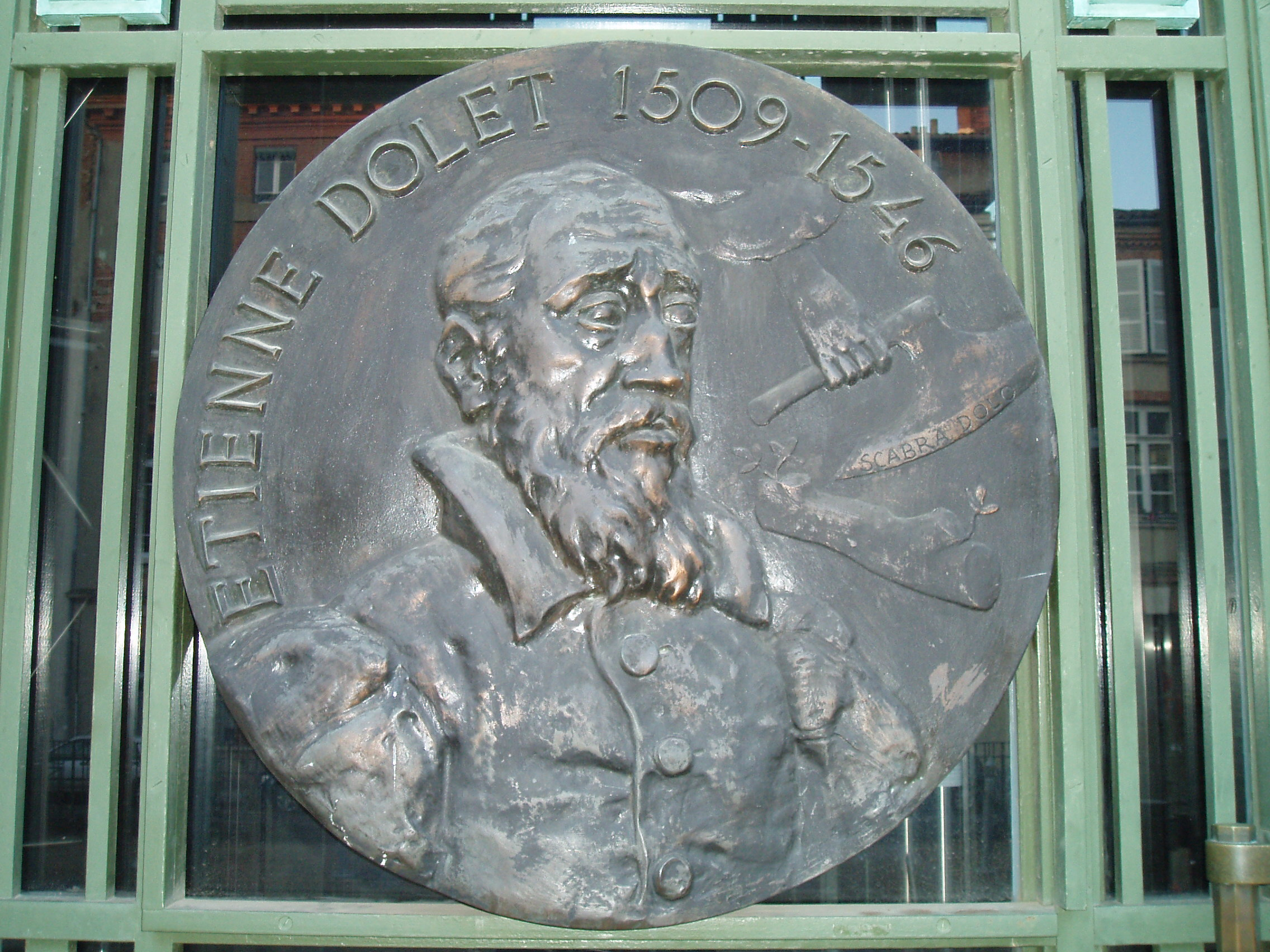
مدالی با پرتره‌ی اتین دولِت

اتین دولِت (Étienne Dolet; فرانسوی: [etjɛn dɔlɛ]؛ ۳ اوت ۱۵۰۹ – ۳ اوت ۱۵۴۶) پژوهشگر، مترجم و نقاش فرانسوی بود. دولِت در تمام عمرش شخصیتی جنجال‌برانگیز داشت. حملات اولیه وی به دادگاه تفتیش عقاید، شورای شهر و سایر مقامات در تولوز، به همراه انتشارات بعدی خود در لیون در مورد مباحث کلامی، باعث شد که حکومت دینی برای نظارت دقیق بر فعالیت‌های وی وارد عرصه شود. وی پس از چندین بار زندانی شدن، سرانجام با تلاش‌های مشترک پارلمان پاریس، تفتیش عقاید و دانشکده الهیات سوربن، به بدعت، محکوم به اعدام به صورت سوزاندن شد و او را همراه کتاب‌هایش آتش زدند.